# ليون شتاين
ليون شتاين (بالإنجليزية: Leon Stein)‏ هو موزع وملحن أمريكي، ولد في 18 سبتمبر 1910 في شيكاغو في الولايات المتحدة، وتوفي في 9 مايو 2002 في لاغونا ووودس في الولايات المتحدة.

## وصلات خارجية
- ليون شتاين على موقع ميوزك برينز (الإنجليزية)
- ليون شتاين على موقع ديسكوغز (الإنجليزية)